# Банилівська сільська рада
Бани́лівська сільська́ ра́да — адміністративно-територіальна одиниця та орган місцевого самоврядування в Вижницькому районі Чернівецької області. Адміністративний центр — село Банилів.

## Загальні відомості
- Населення ради: 4 533 особи (станом на 2001 рік)

## Населені пункти
Сільській раді були підпорядковані населені пункти:
- с. Банилів
- с. Бережниця

## Склад ради
Рада складалася з 20 депутатів та голови.
- Голова ради: Андрюк Микола Васильович
- Секретар ради: Максимюк Василина Андріївна

### Керівний склад попередніх скликань
| Прізвище, ім'я, по батькові | Основні відомості                                                 | Дата обрання | Дата звільнення |
| --------------------------- | ----------------------------------------------------------------- | ------------ | --------------- |
| Андрюк Микола Васильович    | Сільський голова, 1952 року народження, освіта вища, безпартійний | 26.03.2006   | 31.10.2010      |
| Андрюк Микола Васильович    | Сільський голова, 1952 року народження, освіта вища, безпартійний | 31.10.2010   |                 |

Примітка: таблиця складена за даними сайту Верховної Ради України

### Депутати
За результатами місцевих виборів 2010 року депутатами ради стали:

#### За суб'єктами висування
| Суб'єкт висування                                       | Кількість обраних депутатів | %  |
| ------------------------------------------------------- | --------------------------- | -- |
| Політична партія Всеукраїнське об'єднання «Батьківщина» | 15                          | 75 |
| Самовисування                                           | 4                           | 20 |
| Партія «Народна влада»                                  | 1                           | 5  |

#### За округами
| № округу                                                | Прізвище, ім'я, по батькові  | Дата визнання обраним | Освіта             | Партійна приналежність                        | Відомості про обраного депутата                                  |
| ------------------------------------------------------- | ---------------------------- | --------------------- | ------------------ | --------------------------------------------- | ---------------------------------------------------------------- |
| Партія «Народна влада»                                  |                              |                       |                    |                                               |                                                                  |
| 11                                                      | Штефюк Орися Юріївна         | 01.11.2010            | середня спеціальна | член Партії «Народна влада»                   | Слобода-Банилівська сільська рада, землевпорядник                |
| Політична партія Всеукраїнське об'єднання «Батьківщина» |                              |                       |                    |                                               |                                                                  |
| 1                                                       | Рус Михайло Васильович       | 01.11.2010            | вища               | позапартійний                                 | приватний підприємець                                            |
| 2                                                       | Мицкан Петро Іванович        | 01.11.2010            | вища               | позапартійний                                 | приватний підприємець                                            |
| 3                                                       | Іванчук Георгій Георгійович  | 01.11.2010            | середня            | позапартійний                                 | пенсіонер                                                        |
| 4                                                       | Кошман Ілля Георгійович      | 01.11.2010            | середня            | позапартійний                                 | приватний підприємець                                            |
| 5                                                       | Осташек Дмитро Васильович    | 01.11.2010            | середня            | член Всеукраїнського об'єднання «Батьківщина» | тимчасово не працює                                              |
| 8                                                       | Нахамко Микола Іванович      | 01.11.2010            | вища               | позапартійний                                 | тимчасово не працює                                              |
| 9                                                       | Максим'юк Василина Андріївна | 01.11.2010            | вища               | позапартійна                                  | Банилівська сільська рада, секретар                              |
| 10                                                      | Зозуля Анатолій Андрійович   | 01.11.2010            | середня            | позапартійний                                 | тимчасово не працює                                              |
| 12                                                      | Остафійчук Олексій Іванович  | 01.11.2010            | середня            | позапартійний                                 | тимчасово не працює                                              |
| 14                                                      | Гордейчук Іван Іванович      | 01.11.2010            | середня            | позапартійний                                 | пенсіонер                                                        |
| 16                                                      | Чорногуз Іван Іванович       | 01.11.2010            | середня            | позапартійний                                 | приватний підприємець                                            |
| 17                                                      | Колотило Ілля Іванович       | 01.11.2010            | вища               | позапартійний                                 | тимчасово не працює                                              |
| 18                                                      | Колотило Іван Андрійович     | 01.11.2010            | середня            | позапартійний                                 | тимчасово не працює                                              |
| 19                                                      | Загул Анатолій Васильович    | 01.11.2010            | вища               | позапартійний                                 | НПП «Вижницький», майстер з охорони праці                        |
| 20                                                      | Павлюк Віталій Степанович    | 01.11.2010            | вища               | позапартійний                                 | Бережницька загальноосвітня школа I–II ст., вчитель              |
| Самовисування                                           |                              |                       |                    |                                               |                                                                  |
| 6                                                       | Кузь Петро Васильович        | 01.11.2010            | вища               | член Політичної партії «Наша Україна»         | Банилівська загальноосвітня школа І-ІІІ ст., інструктор          |
| 7                                                       | Кузь Настасія Іванівна       | 01.11.2010            | середня спеціальна | позапартійна                                  | Вижницьке відділення ЧОД НАСК «Оранта», інспектор                |
| 13                                                      | Никифоряк Любов Дмитрівна    | 01.11.2010            | вища               | позапартійна                                  | Банилівська загальноосвітня школа І-ІІІ ст., директор школи      |
| 15                                                      | Барбазюк Іван Васильович     | 01.11.2010            | середня спеціальна | позапартійний                                 | Банилівська загальноосвітня школа І-ІІІ ст., заступник директора |

## Населення
Згідно з переписом УРСР 1989 року чисельність наявного населення сільської ради становила 4359 осіб, з яких 2093 чоловіки та 2266 жінок.
За переписом населення України 2001 року в сільській раді мешкало 4526 осіб.

### Мова
Розподіл населення за рідною мовою за даними перепису 2001 року:
| Мова       | Відсоток |
| ---------- | -------- |
| українська | 99,58 %  |
| російська  | 0,22 %   |
| румунська  | 0,07 %   |
| білоруська | 0,04 %   |
| молдовська | 0,04 %   |
| гагаузька  | 0,02 %   |